# Фусик Людмила Василівна
Людмила Василівна Фусик (до шлюбу Мисечко; нар. 15 вересня 1935, с.Биківці, Шумський район, Тернопільська область) – українська бандуристка, педагог, член Національної спілки кобзарів України.

## Життєпис
Людмила Мисечко народилася 15 вересня 1935 року в селі Биківці, нині Шумський район, Тернопільська область. У 1961 закінчила Кременецьку вечірню музичну школу, клас викладачів О. Н. Антонюк, А. М. Куланової, та Рівненське музичне училище, клас викладача Анатолія Грицая, у 1965 році. З цього ж року викладала. Працювала з 1996 року старшою викладачкою бандури у Рівненській ДМШ № 1 ім. М. Лисенка. Нині на пенсії, проживає у м. Рівне.
Людмила Фусик є засновницею та організаторкою традиційних вечорів «Посвята у кобзарики».
Серед її учениць: Валентина Чилім, Ольга Ничай (Кравчук), Людмила Крамар, Лариса Чабанова (Рихлюк), Людмила Лазарчук, Тетяна Басовець (Бенедюк), Марія Воробей (Сміхун), Ірина Шевчук-Юганець, Олена Усач, Тетяна Остапчук, Вікторія Житкова.
У 1989 випускниці Тетяна Басовець, Любов Корольчук, Світлана Чучкевич створили тріо бандуристок «Горлиця», брали участь у концертах «Просвіти» на «Козацьких могилах» у с. Пляшева, виступали на майданчиках Рівного.

## Відзнаки
- 2006 — Стипендіатка голови Рівненської обласної державної адміністрації[5].